# 上郷町 (長野県)
上郷町（かみさとまち）は、長野県下伊那郡にあった町。
飯田市とその飛地である旧座光寺村域に挟まれていたが、合併により飛地状態が解消された。
本項では町制前の名称である上郷村（かみさとむら）についても述べる。

## 地理
飯田盆地の北西部を占め、木曽山脈（中央アルプス）に連なる野底山がそびえる。町の中心部の標高はおよそ500 mである。
- 川 - 天竜川、野底川

第二次世界大戦前の上郷村は養蚕・織物・染物を中心とする農村であった。戦後の上郷町は飯田市と市街地が連続し、商工業地化・住宅地化が著しく、「飯田のベッドタウン」と称された。飯田市との結びつきが強く、昭和の大合併の際に合併が検討されたが、1955年（昭和30年）当時の上郷村は8,138人と合併後の自治体規模として示された8,000人を超えていたこと、財政上の問題がなかったこと、地方自治の希薄化が懸念されたことから合併を見送った。

## 歴史
- 1875年（明治8年）1月23日 - 筑摩県伊那郡上黒田村・座光寺村・下黒田村・飯沼村・別府村・南条村が合併して上郷村（第1次）となる。
- 1876年（明治9年）8月21日 - 上郷村が長野県の所属となる。
- 1879年（明治12年）1月4日 - 郡区町村編制法の施行により、上郷村が下伊那郡の所属となる。
- 1881年（明治14年）9月2日 - 上郷村が分割して黒田村・座光寺村・飯沼村・別府村となる（座光寺村は後に単独で自治体を形成）。
- 1889年（明治22年）4月1日 - 町村制の施行により、飯沼村・黒田村・別府村の区域をもって上郷村（第2次）が発足。
- 1956年（昭和31年）9月30日 - 座光寺村が飯田市と飛地合併したことにより、同市とその飛地に挟まれる。これを地元では「ドーナツ合併」と呼んだ[2]。
- 1959年（昭和34年）5月29日 - 上郷村花火工場爆発事故が発生。家屋の全半壊多数[4]。
- 1970年（昭和45年）4月1日 - 上郷村が町制施行して上郷町となる。
- 1993年（平成5年）7月1日 - 飯田市に編入。同日上郷町廃止。

### 村名の由来
城下町・飯田の上（北）にある郷（村）という意味である。この地域は江戸時代から上郷（かみごう）と呼ばれてきたが、1875年（明治8年）に合併した際に読みを「かみさと」に変更した。

## 町村長
村長
- 北原阿智之助

## 地域

### 教育
- 上郷町立上郷小学校
- 上郷町・飯田市中学校組合立高陵中学校
- 長野県飯田高等学校
- 長野県飯田風越高等学校
- 飯田女子高等学校
- 町立上郷図書館

## 交通

### 鉄道
- JR東海飯田線
  - 伊那上郷駅

### 道路
- 中央自動車道
- 国道153号（三州街道）
- 長野県道15号飯島飯田線
- 長野県道229号市場桜町線

## 出身者
- 宮脇倫 - 警察官僚、埼玉県知事